# Fédération nationale catholique
Pour les articles homonymes, voir FNC.
La Fédération nationale catholique (FNC) est une association catholique française, fondée en 1924, active dans l'entre-deux-guerres et encore après la Seconde Guerre mondiale, dans une moindre mesure. Ce groupe de pression a pour mission la défense des intérêts des catholiques de France et la lutte contre la laïcisation de la société.

## Histoire
La Fédération nationale catholique est créée en 1924 par le général Édouard de Castelnau en réponse au Cartel des gauches qui veut relancer la politique anticléricale et anticatholique d'avant guerre. Groupe de pression de masse, elle est constituée sur le maillage des diocèses et des paroisses, et fédère de ce fait des unions diocésaines, des unions cantonales et des unions paroissiales. Son premier congrès a lieu en février 1925. 77 diocèses sont représentés.

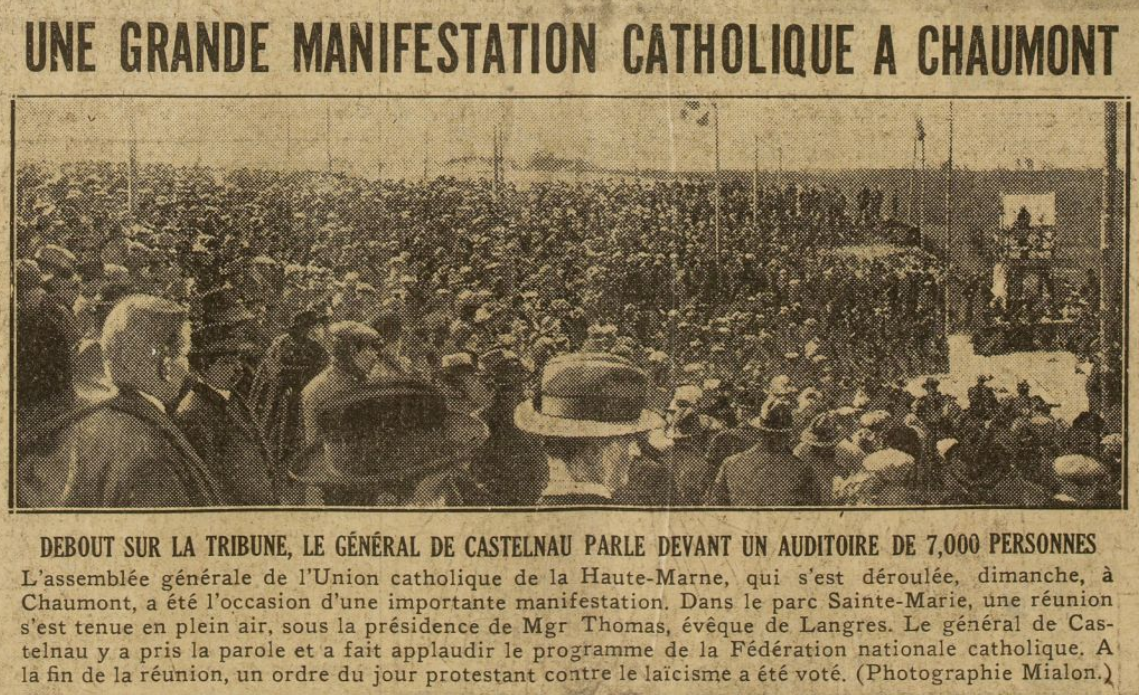
Assemblée générale de l'Union catholique de la Haute-Marne avec le général de Castelnau dans Excelsior du 23 mars 1926.

Son comité exécutif est alors mis en place : il comprend le général de Castelnau, le sénateur Charles François-Saint-Maur et le député Henri-Constant Groussau, bientôt vice-présidents, les anciens députés Xavier Vallat (réélu député en 1928) et Louis Guibal, Henry Reverdy, ancien président de l'Association catholique de la jeunesse française, avocat et collaborateur du quotidien La Croix, assistant laïque (et de ce fait membre de son conseil central présidé par Stanislas Courbe) de l'Action catholique française (ACF) à partir de 1932, Claudio Jannet, trésorier, l'Alsacien Joseph Weydmann, président de la Ligue catholique d'Alsace. Le père Marie-Albert Janvier y représente les dirigeants de l'Église de France ; il va être l'aumônier de la FNC. Les rejoignent l'abbé Daniel Bergey (député de 1924 à 1932), Albert Liouville, président de l'Union sociale des ingénieurs catholiques (USIC), puis en 1926 Jules Zirnheld, président de la Confédération française des travailleurs chrétiens (CFTC), François de Menthon, président de l'ACJF, l'avocat André Cateaux, président de l'Union diocésaine de Lille (l'UD la plus importante numériquement,). Jean Guiraud intègre le comité directeur en 1933, suivi trois ans plus tard par le député Jean Le Cour-Grandmaison, désigné vice-président. Dauphin de Castelnau, il le replace de facto sous l'Occupation puis lui succède à sa mort en 1944.

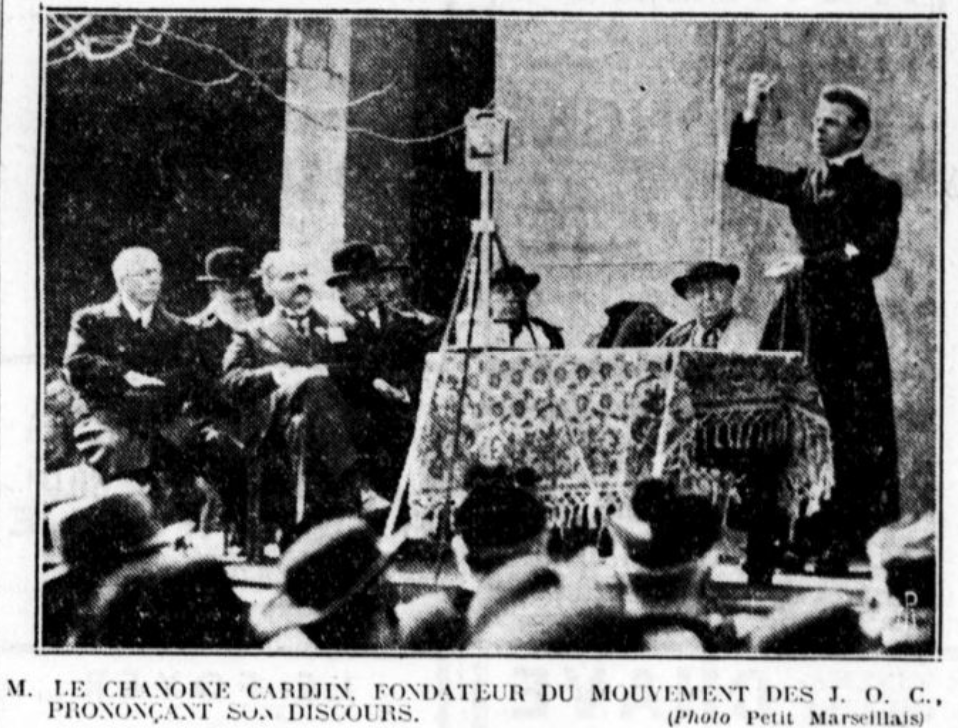
Joseph Cardijn de la Jeunesse ouvrière chrétienne lors d'un meeting de la FNC dans Le Petit Marseillais du 9 mars 1936.

La FNC est un mouvement d’hommes majeurs uniquement, les femmes catholiques étant rassemblées sur le terrain civique et religieux dès 1901 dans la Ligue des femmes françaises et la Ligue patriotique des Françaises. Les femmes sont donc absentes de la FNC. Toutefois, les deux filles du général de Castelnau, Amélie et Germaine, membres de la Société des filles du Cœur de Marie, et Marie-Rose Bouchemousse, autre membre de cette congrégation religieuse, agrégée de lettres, docteur universitaire en philosophie et théologie, jouent un certain rôle au sein du secrétariat de la FNC. Marie-Rose Bouchemousse prend la responsabilité de l'édition du journal hebdomadaire de la FNC, France catholique.
La FNC lutte contre la laïcité et représente la dernière tentative en France de bâtir un mouvement « dans l'intérêt de la religion catholique, de la famille, de la société et du patrimoine national ». Peu attentive à la forme du régime — monarchie, république, démocratie —, la Fédération attribue tous les maux de la société moderne à l'absence de Dieu. Elle n'est pas subversive comme l'est l'Action française ni démocrate comme l'est Le Sillon, mais elle voit la politique à travers le prisme du catholicisme.

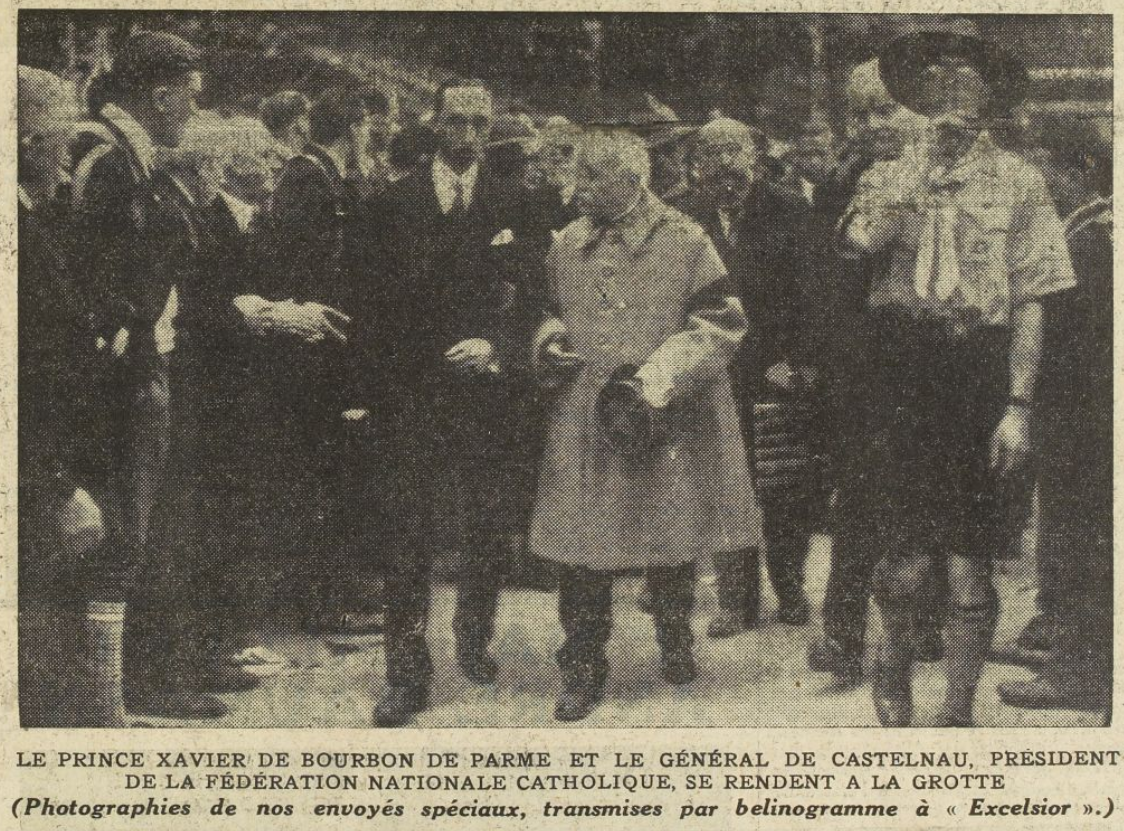
Le prince François-Xavier de Bourbon-Parme et le général de Castelnau dans Excelsior du 29 avril 1935.

Elle publie des brochures et plusieurs périodiques, dont un mensuel tiré à 50 000 exemplaires, Credo, un mensuel illustré, et un hebdomadaire, France catholique. Elle a organisé de nombreuses conférences et réunions à travers la France. Ses conférenciers vedettes sont, de 1925 à 1930 : Castelnau (70 fois conférencier lors de congrès diocésains), l'abbé Daniel Bergey (30 fois), le Père  Paul Doncœur (25 fois), Xavier Vallat (24 fois), le chanoine Jean-Marie Desgranges et Philippe de Las Cases (12 fois chacun). Et de 1931 à 1939 :  Castelnau (17 fois), Philippe Henriot (13 fois), Doncœur et Le Cour Grandmaison (9 fois chacun), Desgranges (8 fois).
Elle bénéficie du soutien de la hiérarchie et de la papauté dans les années 1920. Ainsi, en mars 1925, l'Assemblée des cardinaux et archevêques de France publie la Déclaration sur les lois dites de laïcité et les mesures à prendre pour les combattre, qui condamne la laïcisation de la société française et enjoint aux catholiques de s'y opposer, légitimant par là l'action de défense religieuse de la Fédération nationale catholique. Les relations se tendent ensuite, du fait de l’ancrage à droite de la FNC et des prises de position du général de Castelnau, sur le nationalisme notamment. Pie XI redonne son soutien à la FNC dans la seconde moitié des années 1930, dans le contexte notamment de la Guerre d'Espagne.
Recrutant de nombreux militants, elle se prolonge jusque sous Vichy puis après la guerre, sous le nom de Fédération nationale d'action catholique, présidée par Jean Le Cour-Grandmaison, perdant insensiblement de l'influence.
Parmi ses militants, figurent l'ecclésiastique A.G. Michel, spécialiste de la lutte contre la franc-maçonnerie à la FNC, et Marie-Rose Bouchemousse.

## En province

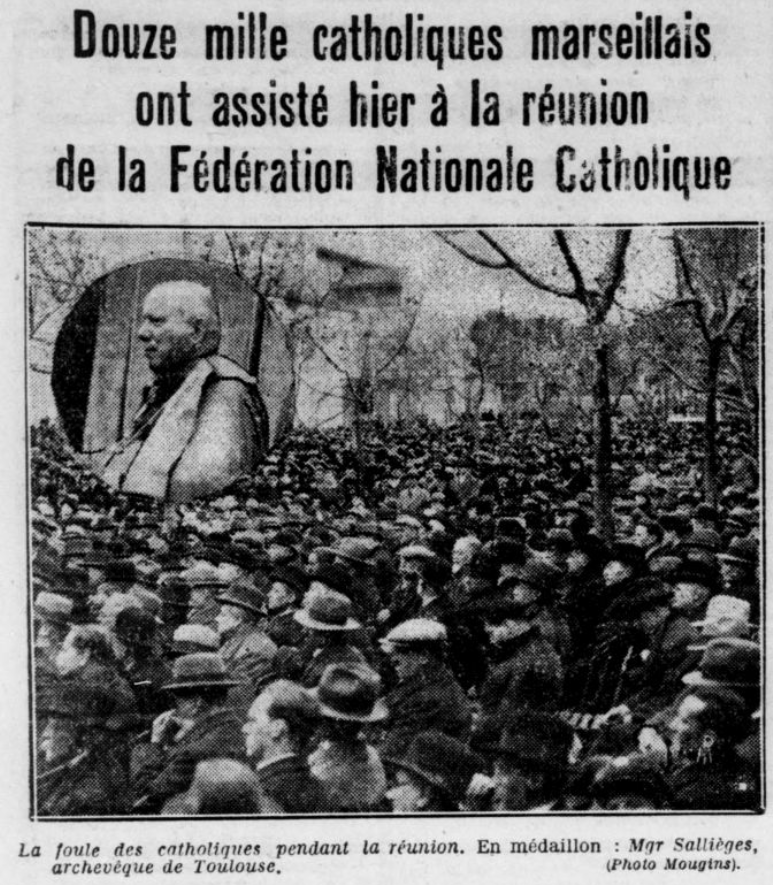
Manifestation de la FNC en présence de Mgr Jules Saliège dans Le Petit Marseillais du 20 mars 1933.

En Gironde, les principaux animateurs locaux de la FNC (le député et prêtre Daniel Bergey et l'orateur Philippe Henriot) fondent en 1925 un nouveau parti politique, l'Union populaire républicaine de la Gironde.
La FNC est présente en Lorraine, terre de chrétienté : 
- En Moselle, l'Action catholique lorraine est présidée depuis 1924 par Emile Boiteux, premier vice-président de la Chambre de commerce. Favorisée par l'évêque de Metz Mgr Jean-Baptiste Pelt (1919-1937), qui souhaitait dès 1920 regrouper les catholiques mosellans, elle s'est créée quelques jours après la déclaration ministérielle du 17 juin 1924 sur l'introduction des lois laïques en Alsace-Moselle. L'Action catholique lorraine revendique 35 000 membres en 1933, 38 941 en 1934, 40 180 en mars 1936 et 43 000 en février 1937.
- Dans la Meuse, l'Union catholique des hommes du diocèse de Verdun est dirigée par Raphaël Nocton. Elle revendique 18 000 adhérents en 1926.
- En Meurthe-et-Moselle, l'Union catholique a été créée en novembre 1924. Elle est présidée par Georges Bouf puis par Pierre Jacquemin. Elle revendique 41 000 adhérents en 1925, 55 000 en 1928 et 42 000 en 1932. Son organe se nomme aussi L'Union catholique. L'Union catholique est englobée dans l'Action catholique du diocèse de Nancy en octobre 1932[15]. Elle est alors présidée par le général Prunier, membre du Comité diocésain de l'Action catholique.
- Dans les Vosges, la Fédération des catholiques vosgiens a été fondée en 1924 par le négociant et industriel Max Prud'homme[16] et Joseph Grave, directeur de 1922 à 1924 du quotidien conservateur et catholique vosgien Le Télégramme des Vosges. Elle est présidée à partir de novembre 1925 par André Robert[17] de 1925 à décembre 1934. En 1935, elle revendique 30 000 adhérents mais son trésorier révèle qu'elle ne compte que 15 à 16 000 cotisants seulement.

Si les quatre groupements lorrains ont soutenu les députés élus lors des campagnes électorales, le poids de leur soutien doit être nuancé dans la mesure où ils n'ont pas réussi à faire élire d'autres candidats qu'ils soutenaient : le baron Adrien de Turckheim (protestant) à Lunéville en 1928 et 1932, Paul Hutin-Desgrées à Verdun en 1934 du fait d'une triangulaire au second tour, Louis Mouilleseaux à Verdun en 1936 ou Alexis Thomas en Moselle en 1936. En Meurthe-et-Moselle, elle a subi des divisions à la fin des années 1920 jusqu'en 1932-33, à la suite d'un conflit entre le Parti démocrate populaire, qui séduisait des cadres de l'Union catholique, et le député de Nancy républicain national Édouard de Warren.

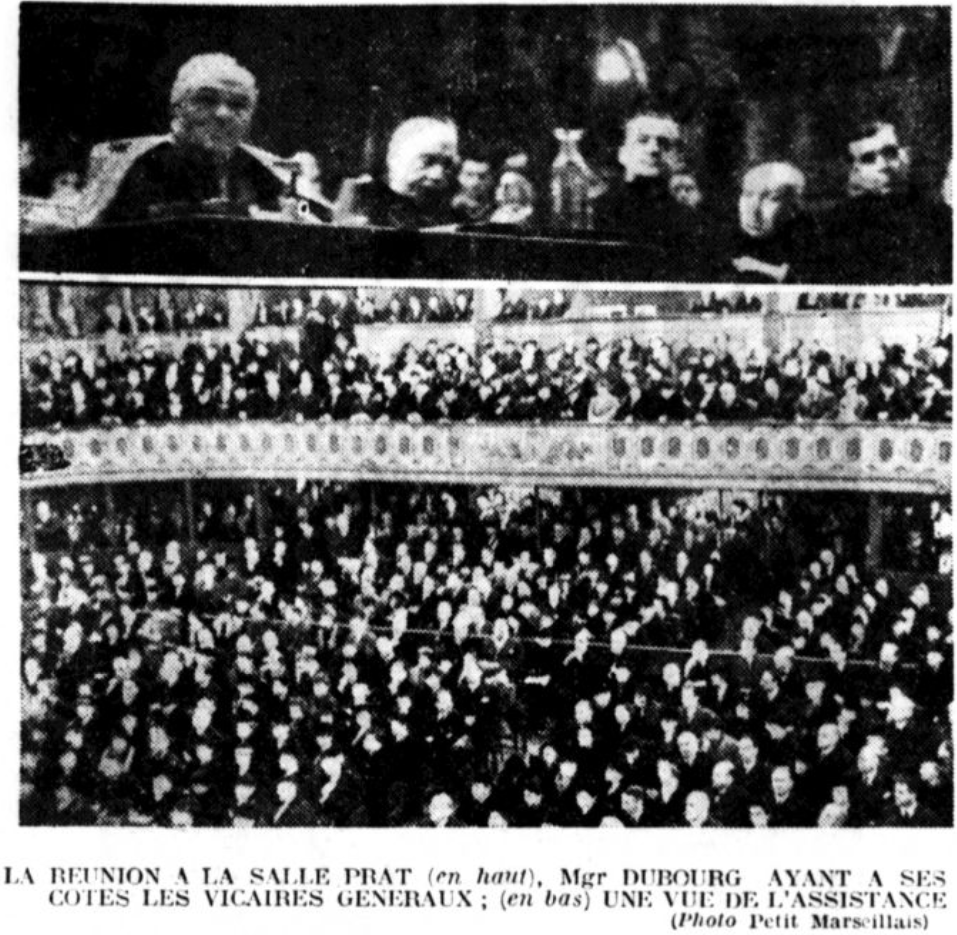
Adieux de la FNC à Mgr Maurice-Louis Dubourg dans Le Petit Marseillais du 1er février 1937.

Dans le Pas-de Calais, existe également une Union catholique du Pas-de Calais, affiliée à la FNC, où peut être retrouvé entre 1932 et 1935 le nom de Jules Appourchaux, député de ce département entre 1928 et 1936.

## Idéologie
Face à la laïcisation engagée par la Troisième république et l'anticléricalisme du gouvernement Édouard Herriot, la FNC recherche l'« union de tous les catholiques dans une atmosphère de concorde » par la formation d'un front commun en vue de défendre les intérêts des catholiques. Le groupement est également d'inspiration nationaliste.

## Publications de la FNC
- Georges Coquelle (préf. R. P. Janvier), La Fédération nationale catholique, Flammarion, 1930 (lire en ligne)
- Les catholiques et le Rotary, sd, (1936).

## Sources
- Corinne Bonafoux-Verrax, À la droite de Dieu. La Fédération nationale catholique, 1924-1944, Fayard 2004, 658 p..
- « Interview de Corinne Bonafoux-Verrax », France catholique, nos 2951/2952,‎ 19 novembre 2004, p. 36-39 (lire en ligne)
- Etienne Dubois, Leçon d’histoire pour une droite dans l’opposition ? : les mobilisations de droite contre le Cartel des gauches dans la France des années Vingt, Université Blaise Pascal - Clermont-Ferrand II, 2013 (HAL tel-01084821, lire en ligne), notamment les pages 309-333
- Jean-François Colas, Les droites nationales en Lorraine dans les années 1930 : acteurs, organisations, réseaux (Thèse de doctorat), Université de Paris X-Nanterre, 2002
- « La FNC pour quoi faire ? », France catholique,‎ 8 août 2009 (lire en ligne)